# Минц, Карлос
Карлос Минц (порт. Carlos Minc; 12 июля 1951 Рио-де-Жанейро Бразилия) — бразильский географ и политический деятель, министр окружающей среды Бразилии в кабинете министров Луиса Инасиу да Силвы, член Партии трудящихся Бразилии, один из основателей Партии зелёных Бразилии.
Карлос Минц учился в Государственном университете Рио-де-Жанейро, однако в условиях военной диктатуры в 1969 году был арестован и выслан из страны. В 1978 году Карлос Минц окончил Лиссабонский технический университет. В 1979 году Минц получил амнистию и возможность вернуться в Бразилию. Докторскую степень Минц получил в 1984 году в Парижском университете.
14 мая 2008 года Минц был назначен министром окружающей среды, сменив Марину Силву.